# Алмейда У, Фелипе
Фелипе Алмейда У (порт. Felipe Almeida Wu; 11 июня 1992) — бразильский стрелок, специализирующийся в стрельбе из пистолета. Призёр Олимпийских игр.

## Карьера
Стрелковую карьеру Алмейда У начал в 2004 году. Первым успехом для бразильского стрелка стало второе место в стрельбе из пневматического пистолета на Юношеских Олимпийских играх, где он уступил всего 0.3 очка победившему украинцу Денису Кушнирову.
В 2012 году бразилец не смог отобраться на Олимпиаду в Лондоне, но стал регулярно выступать на стрелковом Кубке мира (при этом не имея высоких результатов).
Переломным в карьере Фелипе стал 2015 год, когда он выиграл золотую медаль в стрельбе из пневматического пистолета на Панамериканских играх в Торонто. В Олимпийском сезоне бразилец одержал две победы в карьере на этапах в Баку и Бангкоке. В первый день домашней Олимпиады Алмейда У пробился в финал соревнований по стрельбе из пневматического пистолета и там в упорной борьбе за «золото» с вьетнамцем Хоанг Суан Винем проиграл ему 0.4 балла и завоевал серебряную медаль, ставшую дебютной для страны-хозяйки Олимпиады. Также участвовал в соревнованиях по стрельбе из пистолета с 50 метров, но показал только 39-й результат и прекратил борьбу уже после квалификации.